# Mellemlange videregående uddannelser i Danmark
Mellemlange videregående uddannelser (MVU) er højere, videregående uddannelser af teoretisk/boglig art.
Langt de fleste mellemlange videregående uddannelser i Danmark kan ikke påbegyndes direkte efter folkeskolens afgangseksamen i 9. klasse. For at blive optaget som studerende på en videregående uddannelse skal man først have gennemført og bestået en studieforberedende ungdomsuddannelse – dvs. en gymnasial uddannelse.
På nogle mellemlange videregående uddannelser er det dog muligt at blive optaget, hvis man på forhånd har gennemført og bestået en relevant erhvervsrettet ungdomsuddannelse – dvs. en erhvervsuddannelse, en social- og sundhedsuddannelse eller en anden ungdomsuddannelse – i stedet for en gymnasial uddannelse.
Alle mellemlange videregående uddannelser i Danmark blev omkring 1990 inddraget i den budgetreform, som bygger på taxameterstyringen af resurser og studenterårsværk-beregningen.  
Nogle af de mellemlange videregående uddannelser fører til en professionsbachelorgrad.
Mellemlange videregående uddannelser i Danmark varer 3-4½ år, læses på professionshøjskoler eller lignende højere læreanstalter og inddeles i følgende 6 kategorier:
- Kreative og kunstneriske uddannelser
- Pædagogiske uddannelser
- Sproguddannelser
- Samfundsfaglige og økonomiske uddannelser
- Social- og sundhedsuddannelser
- Tekniske og teknologiske uddannelser

## Mellemlange videregående uddannelser i Danmark
Undervisningsministeriets oversigt over samtlige godkendte mellemlange videregående uddannelser i Danmark:

### Kreative og kunstneriske uddannelser
- Animationsinstruktør
- Danser
- Dramatikeruddannelsen
- E-Konceptudvikling (Professionsbachelor i E-Konceptudvikling)
- Filmfotograf
- Filminstruktør
- Filmklipper
- Filmproducer
- Fotojournalist (Professionsbachelor i journalistik)
- Grafisk designer (Professionsbachelor i grafisk design)
- Grafisk kommunikation (Professionsbachelor i grafisk kommunikation)
- Karakteranimator (Professionsbachelor i karakteranimation)
- Kunsthåndværker
- Medieproduktion og Ledelse (Professionsbachelor)
- Medie- og Sonokommunakation (Professionsbachelor i Lyddesign)
- Tekstile fag og formidling (Professionsbachelor i tekstile fag og formidling)
- Sceneinstruktør
- Scenograf
- Skuespiller
- Teatertekniker
- Tonemester (film og tv)
- Tv- og medietilrettelæggelse (Professionsbachelor i tv- og medietilrettelæggelse)
- Tv-tilrettelægger
  - Dokumentarinstruktør (Tv-tilrettelægger)
  - Flerkamerainstruktør (Studieproducer)

### Pædagogiske uddannelser
- Folkeskolelærer (Professionsbachelor som lærer i folkeskolen)
- Faglærere på erhvervsskoler (m. pædagogikum/pædagogisk diplom)
- Pædagog (Professionsbachelor som pædagog)
- Fri-, høj- og efterskolelærer

### Sproguddannelser
- Journalist
- Erhvervssprog og it-baseret markedskommunikation (Professionsbachelor i erhvervssprog og it-baseret markedskommunikation)
- Tegnsprogs- og mundhåndsystemtolk (Professionsbachelor som tegnsprogs- og MHS-tolk)

### Samfundsfaglige og økonomiske uddannelser
- Leisure management (Professionsbachelor i leisure management)
- Natur- og kulturformidling (Professionsbachelor i natur- og kulturformidling)
- Procesøkonomi og værdikædeledelse (Professionsbachelor i procesøkonomi og værdikædeledelse)
- Økonomi og it (Professionsbachelor i økonomi og it)
- Professionsbachelor i offentlig administration

### Social- og sundhedsuddannelser
- Afspændingspædagog (Professionsbachelor i afspændingspædagogik og psykomotorik)
- Bandagist (Kandidat i ortopædteknik, Ortipædiingeniør)
- Bioanalytiker (Professionsbachelor i medicinsk laboratorieteknologi)
- Ergoterapeut (Professionsbachelor i ergoterapi)
- Ernæring og sundhed (Professionsbachelor i ernæring og sundhed)
- Farmakonom (Lægemiddelkyndig)
- Fysioterapeut (Professionsbachelor i fysioterapi)
- Jordemoder (Professionsbachelor i jordemoderkundskab)
- Optometrist (Optiker) (Professionsbachelor i optometri)
- Radiograf (Professionsbachelor i radiografi)
- Socialrådgiver (Professionsbachelor som socialrådgiver)
- Sygeplejerske (Professionsbachelor i sygepleje)

### Tekniske og teknologiske uddannelser
- Bygningskonstruktør (Professionsbachelor i bygningskonstruktion)
- Diplomingeniør
  - Diplomingeniør i Arktisk teknologi
  - Diplomingeniør i Bioprocesteknologi
  - Diplomingeniør i Business Development Engineer
  - Diplomingeniør i Bygning
  - Diplomingeniør i By og byg
  - Diplomingeniør i Datateknik og it
  - Diplomingeniør - Elektro
  - Diplomingeniør i Eksport
  - Diplomingeniør i Eksportteknologi
  - Diplomingeniør i Global Management and Manufacturing (GMM Engineer)
  - Diplomingeniør i Informations- og kommunikationsteknologi
  - Diplomingeniør i Integreret design
  - Diplomingeniør i Interaktivt design
  - Diplomingeniør i Kemi
  - Diplomingeniør - Maskin
  - Diplomingeniør i Mekatronik
  - Diplomingeniør i Nanoteknologi
  - Diplomingeniør i Produktion
  - Diplomingeniør - Stærkstrøm
  - Diplomingeniør i Teknologi og økonomi
  - Diplomingeniør i Trafik og transport
- Flyveleder i flyvevåbnet
- Helikopterpilot i søværnet (Professionsbachelor i maritim og maskinteknisk ledelse og drift)
- Teknisk officer i søværnet (Professionsbachelor i sømilitær ledelse og operation)
- Taktisk officer i søværnet (Professionsbachelor i sømilitær ledelse og teknik)
- Maskinmester (Professionsbachelor i maritim og maskinteknisk ledelse og drift)
- Medieproduktion og ledelse (Professionsbachelor i medieproduktion og ledelse, MPL)
- Skibsfører (Professionsbachelor i maritim transport og skibsledelse)
- Skibsofficer (Professionsbachelor i maritim transport og skibsledelse)
- Skov- og landskabsingeniør (Professionsbachelor i skov- og landskabsingeniørvirksomhed)

Katastrofe og risikomanager